# Вовниги
Вовниги (укр. Вовніги) — село, Войськовой сельский совет, Солонянский район,
Днепропетровская область, Украина.
Код КОАТУУ — 1225081902.

## География
Село Вовниги находится на правом берегу реки Днепр, выше по течению на расстоянии в 7 км расположено село Войсковое. На расстоянии до 2,5 км расположены сёла Гроза и Каменно-Зубиловка.
Возле села Вовниги реку Днепр пересекает аммиакопровод «Тольятти—Горловка—Одесса».

## История
В 1886 году в селе проживало 500 человек.

### Раскопки и палеогенетика
На берегу Днепра в районе днепровских порогов в 1949—1952 годах в центре села Вовниги был обнаружен крупный поздненеолитический могильник днепро-донецкой культуры. Черепа из Вовнигского могильника принадлежат к кругу древних европеоидных форм и по многим признакам имеют морфологическое сходство с позднепалеолитическими группами Европы. У представителей днепро-донецкой общности архаичный компонент наиболее ярко выражен в серии из могильника Вовниги-2. У неолитических жителей Вовниги, живших ок. 7,3 тыс. л. н., определена Y-хромосомная гаплогруппа I2a2a1b1b и митохондриальные гаплогруппы U4b, U5a2. У представителя днепро-донецкой культуры из Вовниги 2, жившего ок. 6,3 тыс. л. н., определена митохондриальная гаплогруппа U4 и Y-хромосомная гаплогруппа R1a.

## Население
Население по переписи 2001 года составляло 195 человек.

### Известные люди
ВОЛЖАН Антон Филиппович (10.06.1900 – † 14.11.1938 г.) – находился в эмиграции вместе с Нестором Махно  в Польше, лагере  Стшалково. Заседанием особой тройки УНКВД по Днепропетровской области приговорен к расстрелу. Место захоронения неизвестно.
ВАСИЛЕНКО Платон Сергеевич (1898 – †?) –   в эмиграции находился в Польше вместе с Нестором Махно в лагере Стшалково. В 30-х годах ХХ столетия проживал в селе Халапья Ивацевичского района Брестской области.  Дальнейшая судьба неизвестна.
ВЫСКАРКА Петр Николаевич (29. 06. 1927 – † 21. 12. 1996, Днепропетровск) – скрипач, педагог. Заслуженный артист УССР (1972). Окончил. Московскую консерваторию (1959; кл. Д. Цыганова). С тех пор – концертмейстер симфонического. оркестра Днепропетровской филармонии. Одновременно 1959 – 84 гг. – преподаватель. Днепропетровского. музыкального училища. Во время немецкой оккупации 1941-1943 участвовал в работе Солонянского театра.
В селе похоронен Коваленко, Юрий Васильевич (1952—2011) — советский и украинский спортсмен и тренер; Мастер спорта СССР, Заслуженный тренер Украины.